# Museo manzoniano
Il Museo manzoniano è un museo di Lecco in Lombardia dedicato alla figura di Alessandro Manzoni. Il museo appartiene al Sistema Museale Urbano Lecchese e ha sede presso Villa Manzoni al Caleotto, la casa di famiglia dello scrittore.
Il brano più celebre della letteratura italiana "Quel ramo del lago di Como, che volge a mezzogiorno, tra due catene non interrotte di monti..." nasce proprio dai minuziosi ricordi visivi del paesaggio che da questa villa Manzoni vedeva.

## Percorso espositivo
Il percorso espositivo del museo, realizzato tra il 1983 ed il 1997, si articola in nove sale che espongono i mobili originari che si trovavano nella villa quando fu venduta nel 1818, tra cui la culla di Alessandro Manzoni, ed inoltre autografi, stampe, collezioni di iconografia manzoniana (incisioni, dipinti), le prime edizioni delle sue opere. Fanno parte del percorso museale, oltre al palazzo residenziale, la cappella e le cantine dove sono conservate una neviera a pozzo e due torchi per vino ottocenteschi.

### I sala
Ospita i costumi realizzati per la versione televisiva de I promessi sposi di Salvatore Nocita, un ritratto dello scrittore attribuito a Giuseppe Molteni (Milano 1800-1857) insieme ad arredi originali e un busto in bronzo dello scultore Francesco Confalonieri raffigurante Lucia Mondella.

### II sala
In questa sala è documentato il rapporto tra Alessandro Manzoni e Lecco attraverso dipinti, stampe, documenti e un grande plastico che riproduce Villa Manzoni e i suoi dintorni nel 1799.

### III sala
Presenta alcuni interessanti manoscritti e autografi di Alessandro Manzoni oltre ad oggetti appartenuti allo scrittore, nonché l'iconografia dei luoghi manzoniani attraverso una serie di stampe del territorio di Lecco del XVIII e XIX secolo.

### IV sala (tinello)
In questa sala sono esposti dipinti dell'Ottocento e Novecento che illustrano l'evoluzione del paesaggio nei luoghi manzoniani.

### V Sala (cucina)
Ospita alle pareti cinque tele secentesche che probabilmente provengono dallo studio di Pietro Manzoni, padre dello scrittore, un suo ritratto e la culla di Alessandro Manzoni.

### VI sala (sala rossa)
Vi sono esposte, suddivise in quattro vetrine, le opere di Manzoni: la Prima è dedicata ai componimenti poetici, la seconda alle tragedie, la terza ad alcune delle fonti storiche a stampa consultate dallo scrittore per la stesura de I promessi sposi e la quarta è dedicata ai suoi scritti di carattere linguistico, filosofico e storico.

### VII sala (salone delle grisaglie)
Questo ambiente di rappresentanza in stile neoclassico vede una profonda unità tra i dipinti di carattere mitologico delle pareti e i mobili neoclassici. Al centro è appeso un prezioso lampadario di Murano acquistato da Giulia Beccaria.

### VIII sala (sala da pranzo)
Questa prestigiosa sala è decorata da un soffitto con raffinati stucchi settecenteschi raffiguranti le quattro stagioni. Una bacheca posta nel centro presenta una campionatura dello sterminato repertorio di curiosità manzoniane: dal riadattamento in melodramma dei Promessi Sposi ai bizzarri studi di topografia manzoniana passando per le figurine pubblicitarie.

### IX sala
In questa sala è rappresentata la straordinaria vicenda editoriale della Quarantana, l’editio princeps dei Promessi Sposi pubblicata nel 1840 con le illustrazioni di Francesco Gonin e altri grandi disegnatori e incisori dell'epoca.

### Cortile d'onore
Nel cortile d'onore si trova sulla sinistra la cappella dell'Assunta, terminata nel 1777, dove è sepolto il padre dello scrittore.

### Giardino
Il giardino, all'epoca dello scrittore aveva una tipica forma geometrica di "Giardino all'italiana", come risulta dalle mappe dell'archivio Scola.
Con il Vittoriale, è il museo letterario più visitato della Lombardia.